# Winnie van Weerdenburg
Wilhelmina (Winnie) van Weerdenburg (Den Haag, 1 oktober 1946 — aldaar, 27 oktober 1998) was een Nederlands zwemster.
Van Weerdenburg was lid van de Haagse zwemvereniging HZ Zian. Zij maakte op de Olympische Spelen van Tokio (1964) deel uit van de Nederlandse estafetteploeg op de 4x100 meter vrije slag. In de Japanse hoofdstad beleefde zij op dit onderdeel een van de hoogtepunten uit haar topsportcarrière; als derde en voorlaatste zwemster won de sprintster - met verder in de ploeg Pauline van der Wildt (startzwemster), Toos Beumer (tweede zwemster) en Erica Terpstra (slotzwemster) - de bronzen medaille in een tijd van 4.12,0, die tevens een Europees record betekende. Aan de de derde plek ging een verbeten duel vooraf met Hongarije, dat een tiende seconde later aantikte.
Op de individuele 100 meter vrij in Tokio werd Van Weerdenburg in de series uitgeschakeld, met een achttiende plaats in 1.03,8.
Van Weerdenburg overleed op 52-jarige leeftijd.